# コントルノ

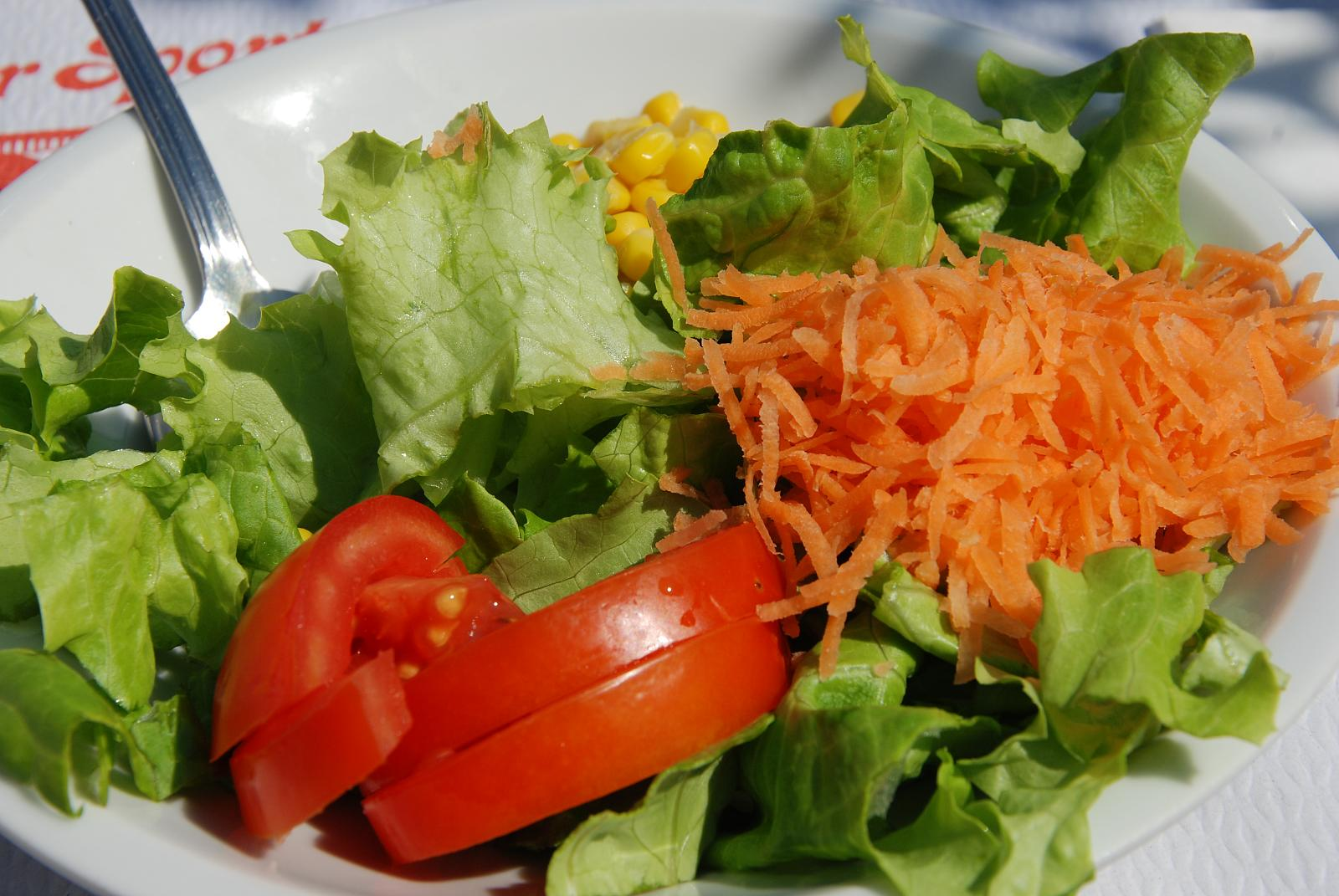
インサラータ・ミスタ（ミックスサラダ）、代表的な火を通さないコントルノ

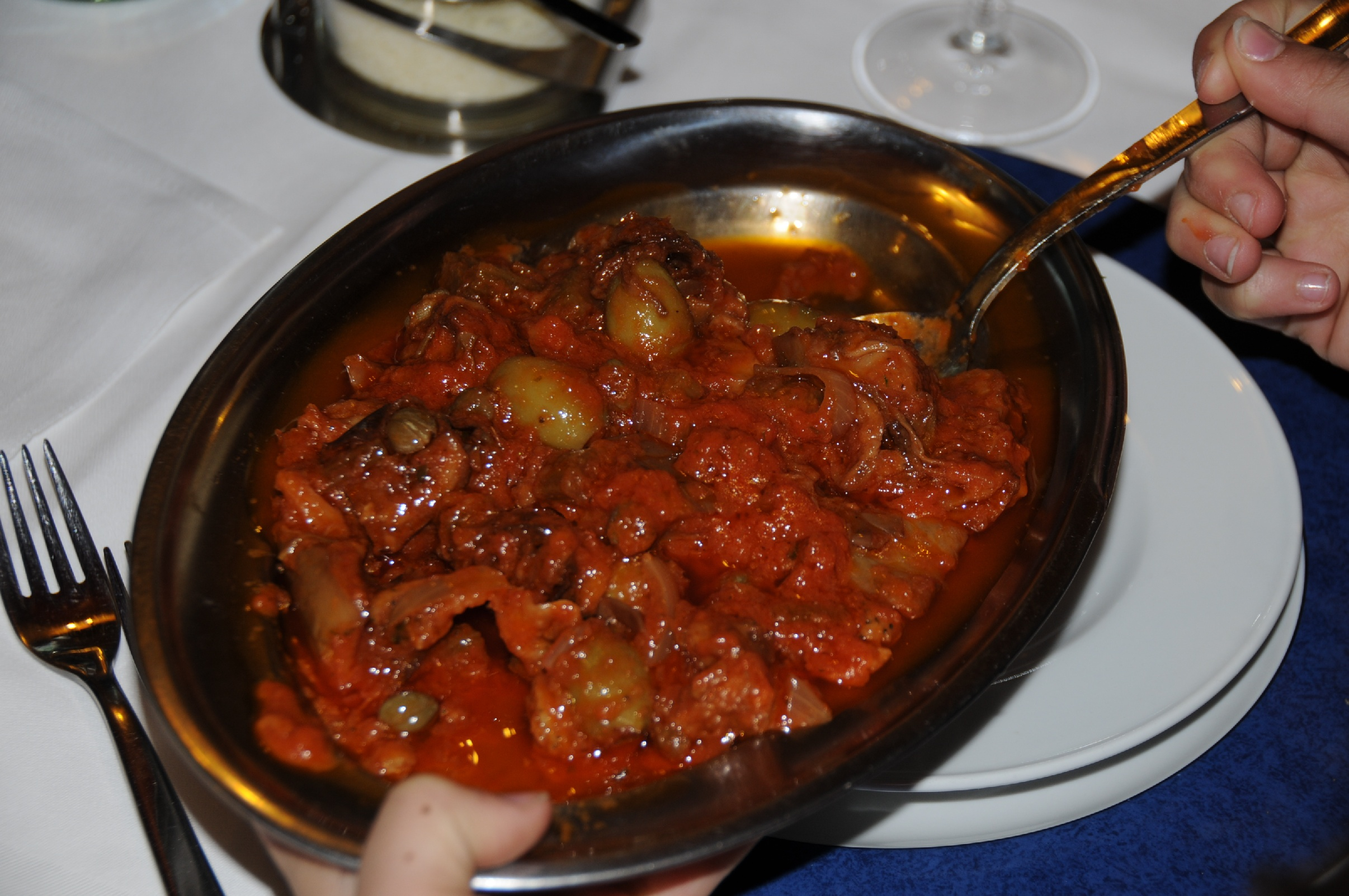
カポナータ、火を通したコントルノ

コントルノとは、イタリア料理で肉、魚、卵などの主菜の付け合わせとして生ないし火を通した野菜、ジャガイモ、マッシュルーム、インゲンマメ、エンドウ、レンズマメ、ヒヨコマメなどの豆類を盛り合わせたピアットを意味する。コントルノはメインディッシュと同じ皿に盛られることもあれば、別の小皿に盛られることもある。

## 栄養面
一般的に、主菜とともに食べられるコントルノは、特に生の場合には食物繊維、ビタミン、ミネラルを多く含み、炭水化物が豊富なプリモや、タンパク質が主役のセコンドと対照的である。